# رمل قوالب السباكة

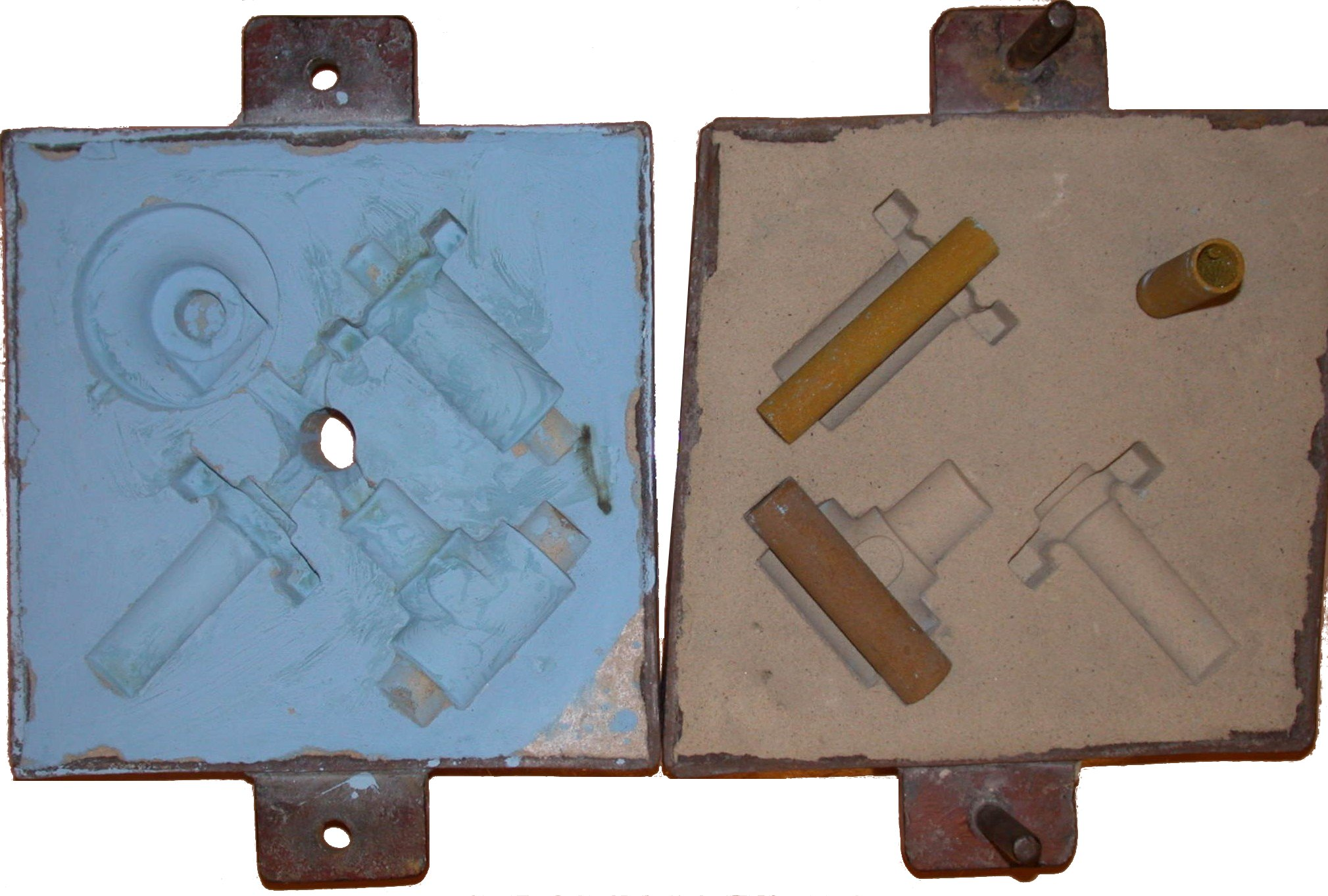

رمل قوالب السباكة أو رمل الصب،هو رمل يتم ترطيبه وضغطه أو تزييته أو تسخينه ليميل ويحزم جيداً لنقله بشكل ملائم.يستخدم هذا الرمل في السبك في قوالب رملية وتعبئة تجويف القالب.

## الرمل الأخضر
الرمل الأخضر هو مجموعة من الرمل،صلصال بنتونيت،مسحوق الفحم و الماء.استخدامه الأساسي في تشكيل القوالب لسبك المعادن.الجزء الأكبر من مجموعة سابقة الذكر يكون الرمل، والذي يكون إما سيليكا أو أوليفين.
السباكة بالرمل هي أحد أسهل طرق السباكة عملياً بسبب بساطة المواد التي تدخل في العملية.وماتزال أحدها أرخص الطرق لسباكة المعادن لأن الطرق الأخرى مثل استخدام قوالب الصدف (Shell_molding [الإنجليزية])،تعطي كمية أكبر من كمال السطح الخارجي، لكن بكلفة أكبر.